# Лозовенька (зупинний пункт)
Лозове́нька — залізничний пасажирський зупинний пункт Харківської дирекції Південної залізниці на лінії Харків-Пасажирський — Грани. Розташований між зупинними пунктами Підміська та Моторна. Зупинна платформа розташована у центрі смт Мала Данилівка. На станції зупиняються лише приміські потяги.
Напрямок Харків — Бєлгород обслуговується Харківським депо «Харків-Головне» (колишнє «Жовтень») (електропоїзди ЕР2, ЕР2Р, ЕР2Т) та Бєлгородським депо «Бєлгород-Курський» (електропоїзди ЕР2, ЕД4, ЕД4М).
Відстань до станції Харків-Пасажирський — 9 км.